# جيرهارد ثورو
جيرهارد ثورو (بالألمانية: Gerhard Thurow)‏ كان متسابق دراجات نارية ألماني. نافس في سباقات بطولة العالم لفئة 50 سي سي. بدأ المنافسة في بطولة الجائزة الكبرى سنة 1969. أفضل موسم له كان موسم سنة 1974 عندما جاء في المركز الرابع في بطولة العالم لفئة 50 سي سي.